# Kamila Sojková
Kamila Sojková (4. března 1901, Předslav – 15. února 2000, Brno) byla českou spisovatelkou, která dlouhá léta působila coby učitelka na vesnických školách na Klatovsku, Žďársku a Břeclavsku. V Břeclavi se nakonec i usadila a cele se věnovala tvorbě pro děti. V tamní obci Hlohovec se odehrává i její prvotina, Lohovecké děti.
I v dalších pracích zobrazuje život venkovských dětí, který důvěrně poznala. Nevyhýbá se však ani vážnějším tématům jako například v povídce Janíček, v níž líčí příběh z okupačních let, ve kterém hrdina, pětiletý chlapec, poznává nejprve z doslechu a pak i z vlastní zkušenosti nebezpečí doby. Též prózy Ovečka z Kopanic a Děti na Dyji se závažným společenským problémům nevyhýbají, i když vždycky převládá poetický pohled na život dětí. V první knize popisuje osudy dětí v zapadlém koutě moravsko-slovenského pomezí, kam teprve proniká nový život, a ve druhé líčí dramatické události, jež s sebou přináší každoroční velká voda.